# Achatius von Zehmen
Achaz von Zehmen (auch Achatz, Achacy von Cema, Czema, Czemen oder de Cemin) (* um 1485; † 24. Mai 1565 in Königsberg, begraben in Stuhm) war Woiwode von Marienburg, mehrfacher Starost, polnischer Beamter und Diplomat sowie Verfechter des ius indigenatus (preußisches Heimatrecht) in Preußen Königlichen Anteils unter der polnischen Krone und wichtiger Berater von Herzog Albrecht von Brandenburg-Ansbach.

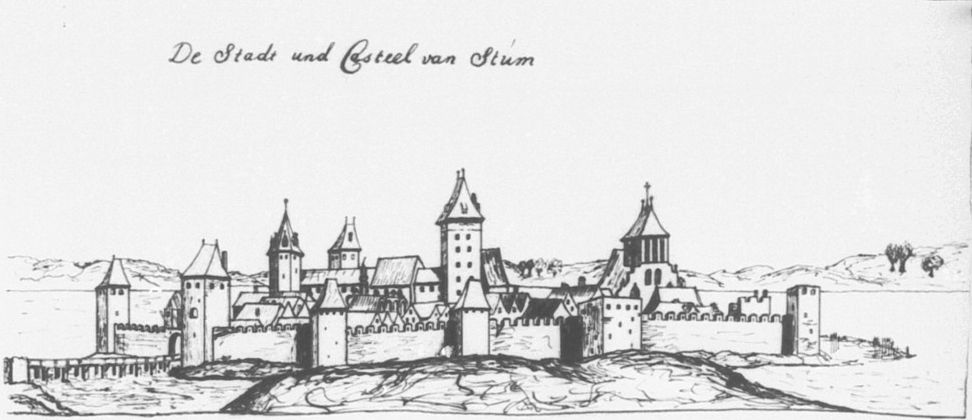
Stadt und Burg Stuhm um 1600

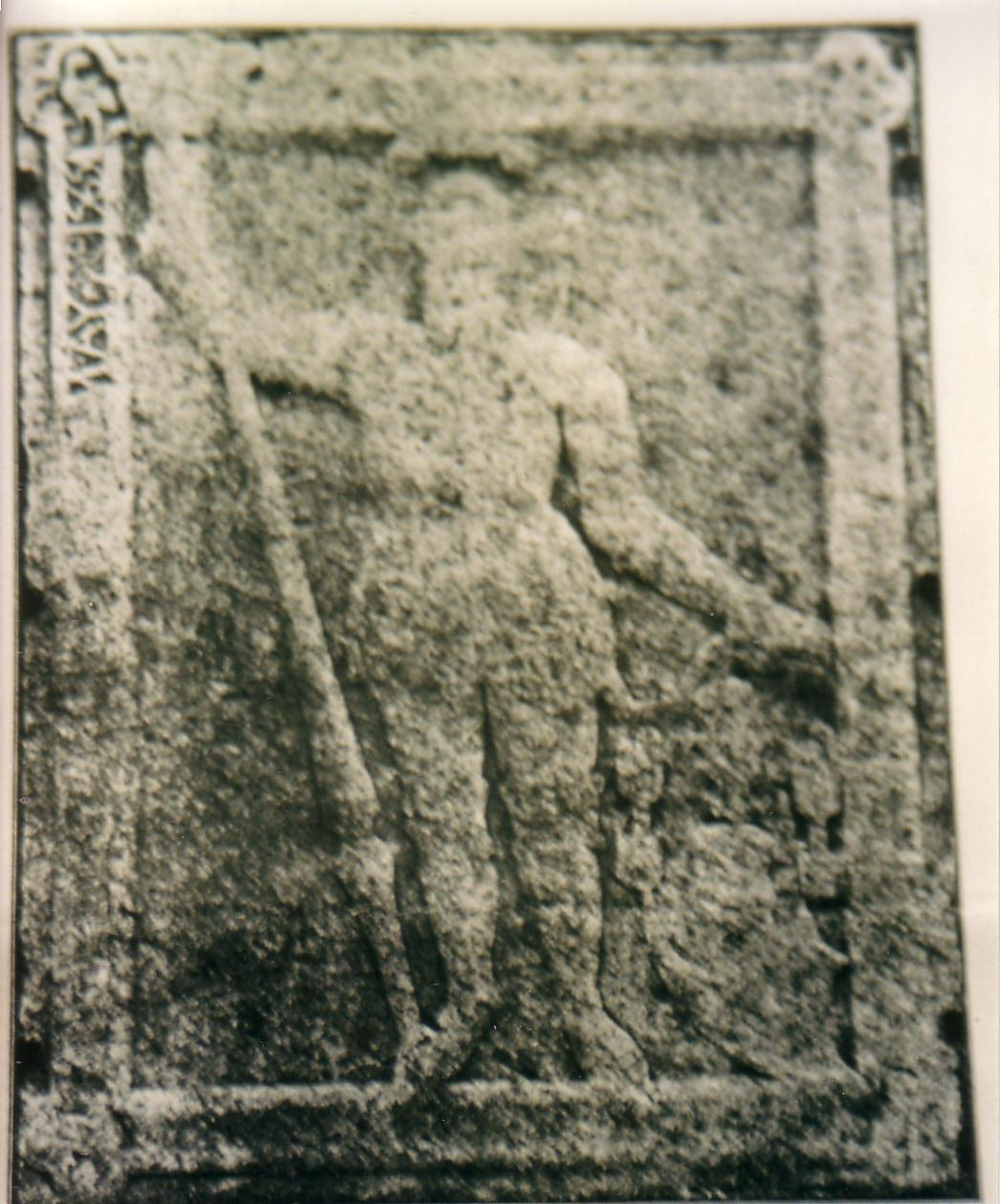
Grabstein des Achatius von Zehmen 1909 in Stuhm

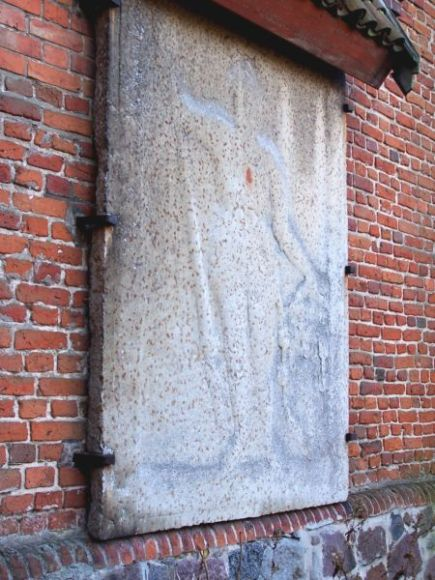
Steinplatte in Marienburg bzw. Rekonstruktion Monument A.v.Z. 2003

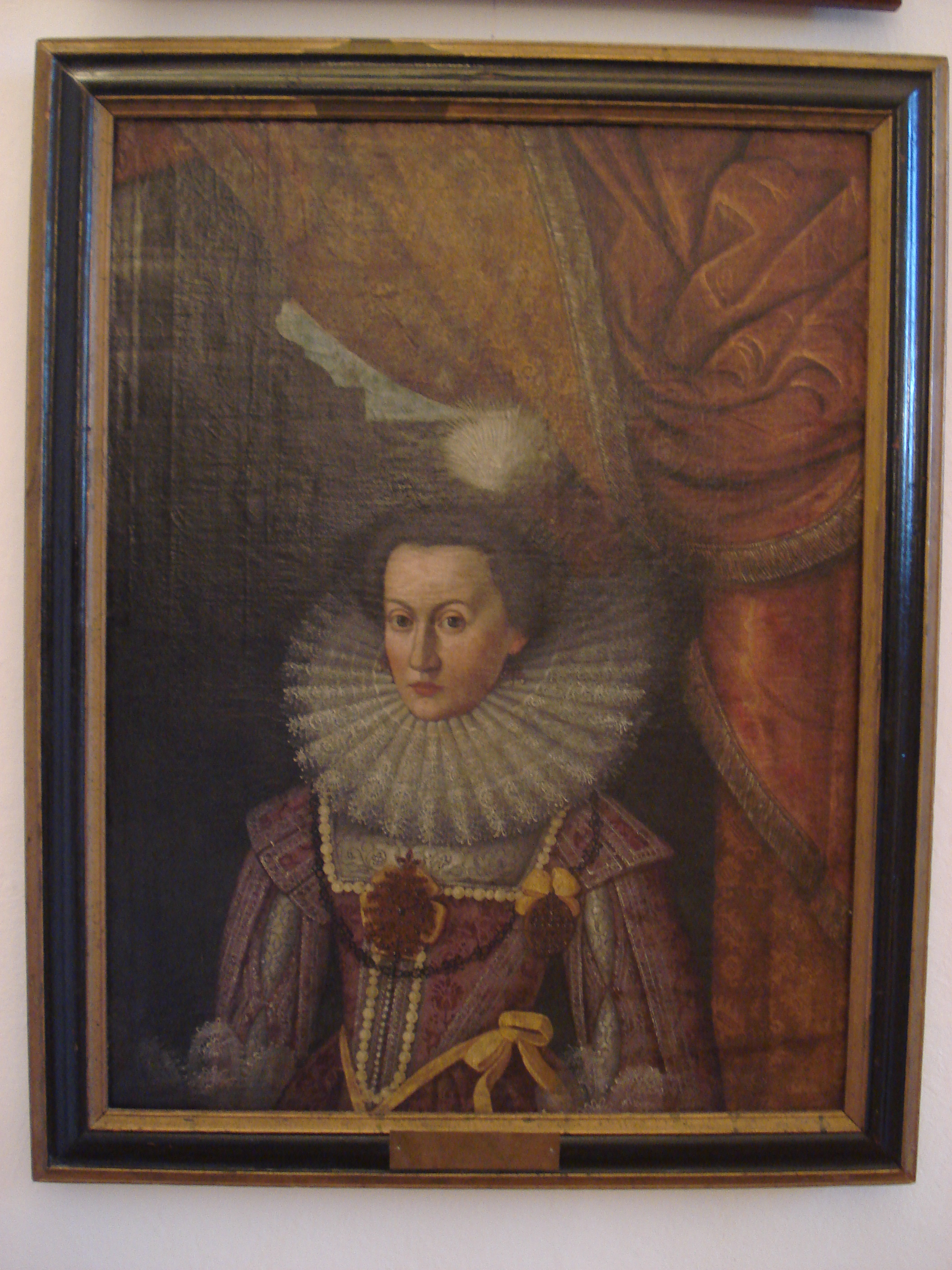
Katharina zu Dohna, geb. von Zehmen, Tochter von Achaz v.Z.

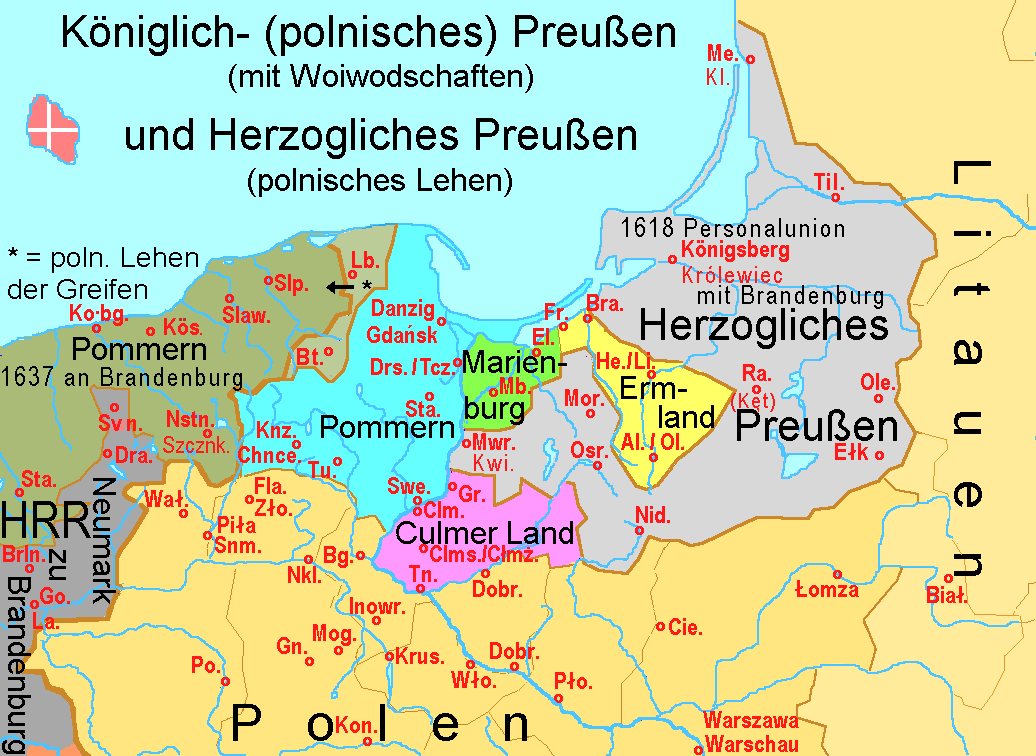
Hellgrau: Herzoglich Preußen
Farbig: Königlich-Preußen mit seinen Wojewodschaften in Personalunion mit dem Königreich Polen und Litauen

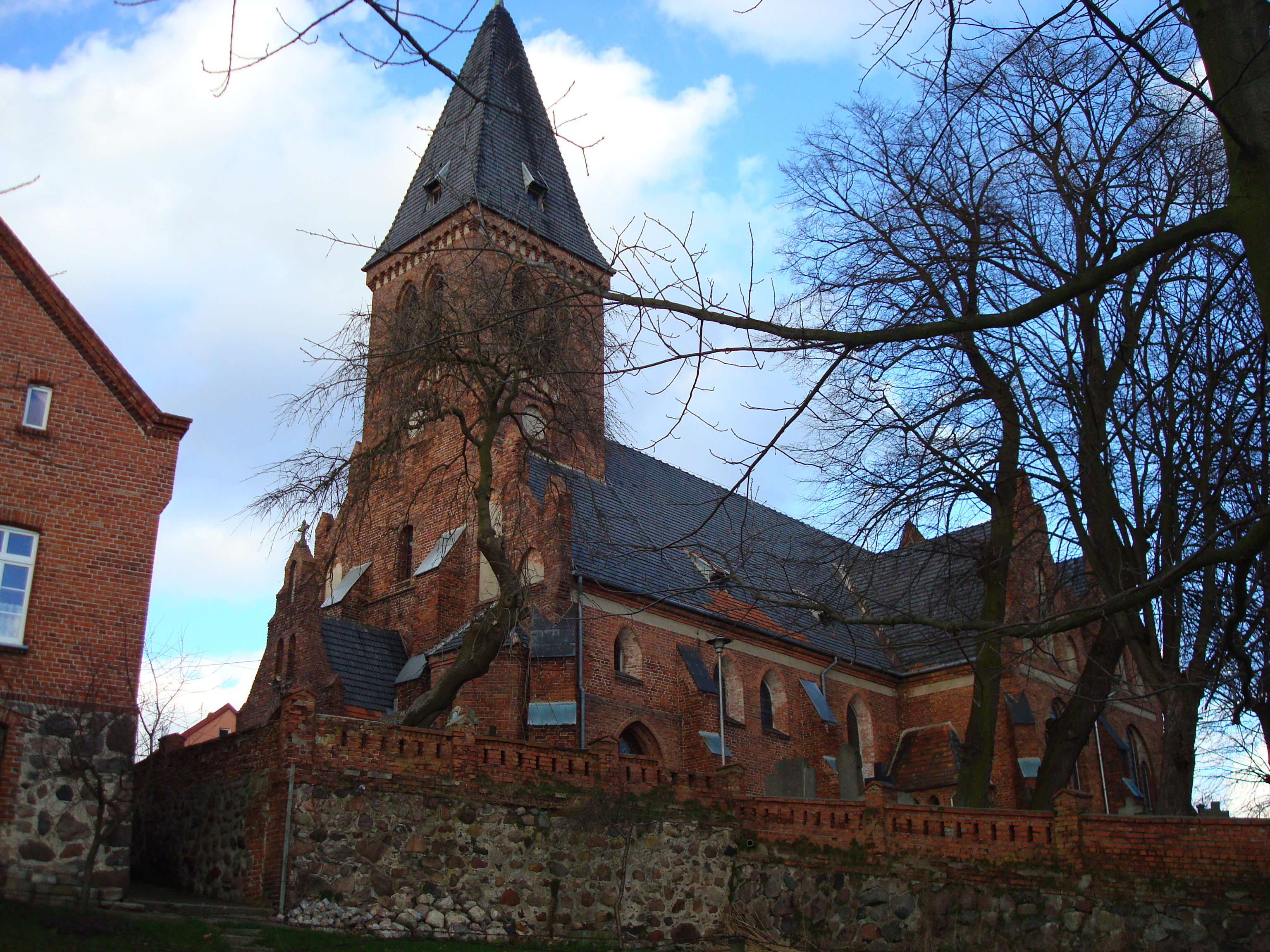
Heilige-Anna-Kirche in Stuhm

## Laufbahn
Achaz von Zehmen war Starost im königlichen Preußen auf Stargard, Schlochau, Christburg, Stuhm und Mewe. Er war Pfandherr in herzoglich Preußen auf Pr. Holland (Pr. Mark und Liebemühl). 1517 wurde er Unterkämmerer von Marienburg, 1519 Unterkämmerer von Pommerellen, 1531 Kastellan von Danzig, 1546 Woiwode von Marienburg. Ferner war er Berater und Freund von Albrecht von Brandenburg-Ansbach, Herzog von Preußen, und 1523 kgl. polnischer Gesandter im Auftrag des Königs Sigismund I. in Nürnberg. Er war Deputierter auf verschiedenen polnischen Reichstagen, z. B. in Petrikau 1562 und Warschau 1563/64. Durch sein sparsames und geschicktes Haushalten erlangte er ein beträchtliches Vermögen. Dadurch war er in der Lage, Herzog Albrecht und ab und zu auch dem polnischen König und anderen mit Krediten auszuhelfen.

## Leben und Wirken
Er lebte in dem Konflikt, einerseits die Interessen des polnischen Königs zu wahren und auf der anderen Seite den deutschen Charakter Königlich Preußens und Ordens-Preußens zu erhalten. Sein Verdienst ist es, dass er beides auf friedlichen Wegen mehr oder weniger einvernehmlich erreichen konnte. Damit war er seiner kriegerischen Zeit weit voraus. Durch seine Menschenkenntnis und Liebenswürdigkeit konnte er größere Konflikte bis zu einem gewissen Punkt vermeiden. 1523 traf er als polnischer Abgesandter den Hochmeister des Deutschen Ordens Albrecht von Brandenburg-Ansbach, um seine Abdankungspläne zu hintertreiben und ihm die Vorschläge der polnischen Regierung zu unterbreiten. Diese Gespräche waren die Grundlage für den Krakauer Friedensvertrag vom 8. April 1525. Die verbliebenen Gebiete des Ordensstaates wurden in ein weltliches Herzogtum Preußen umgewandelt, und Achatius von Zehmen befand sich unter den Würdenträgern, die Herzog Albrecht im Namen des Königs am 26. Mai 1525 in Königsberg den Friedenseid abnahmen.
Wiederholt gelang es ihm, die westpreußische Sonderverfassung mit einer eigenen Justiz- und Finanzverwaltung, die ein Ergebnis des Zweiten Friedens von Thorn von 1466 war, zu bewahren.
Für die Identität von Königlich Preußen (Westpreußen) und Herzoglich Preußen (Ostpreußen) war die Reformation und die Übernahme der Evangelischen Lehre sehr wichtig. Achaz von Zehmen war zuerst ein heimlicher Anhänger der neuen Lehre. Nach dem provokanten Auftreten des Bischofs Stanislaus Hosius ab 1549 wurde er bald das anerkannte Haupt der Evangelischen in Preußen.
Trotz der heftigen Opposition des Bischofs erwirkte Zehmen durch seine rührigen Bemühungen ein Religionsprivileg am polnischen Hof für Danzig, Elbing und Thorn. Damit hatte die Reformation in Preußen endgültig Fuß gefasst.
Achatius von Zehmen war ein wichtiger Berater für Herzog Albrecht. Zu nennen sind hier die Regimentsnotel von 1542 (Vorrang von Einheimischen bei der Besetzung von höheren öffentlichen Posten), die Beilegung des Osiandrischen Streits zwischen dem Theologieprofessor Andreas Osiander mit Anhängern Philipp Melanchthons an der Albertus-Universität zu Königsberg, und der Erhalt der dynastischen Beziehungen zu den brandenburgischen Fürstenhöfen, zum Kaiserhof und zum Reichstag des Heiligen Römischen Reichs. Von herausragender Bedeutung war sein Einsatz und seine Beratertätigkeit bei der Brautschau für den Herzog von 1549 und das Testament von 1555.
Dieses Testament stellte sicher, dass unter Wahrung der obervormundschaftlichen Rechte des polnischen Königs die Ansprüche der brandenburgischen Agnaten sichergestellt waren, wodurch die Basis für einen dauerhaften Bestand des Herzogtums geschaffen wurde. Das Königreich Polen war auf der anderen Seite bemüht, sein „Lehen“ endgültig direkt der Krone zu unterstellen. Den Preis, den Achatius von Zehmen für sein Eintreten zahlen musste, war der Verlust seiner Krongüter/Starosteien kurz vor seinem Tod.

## Familie
Achaz von Zehmen entstammte dem alten meißnisch-sächsisches Adelsgeschlecht von Zehmen. Sein Vater Nicolaus kam mit dem Deutschen Orden nach Preußen, seine Mutter Dorothea von Baysen war Tochter Hans von Baysens, erster Gubernator Königlich Preußens. Achatz heiratete um 1513/1515 Justina Helene von Merklichenrade aus dem Hause Powarschen, mit der er die Kinder Christoph, Achatz, Fabian, Anna, Helene, Katharina, Justine, Euphrosyne und Barbara hatte. Diese und seine Enkel vermählten sich teilweise mit bedeutenden Geschlechtern wie den Borcke, Fahrensbach, Radziwiłł, Dohna oder Leszczyński, was die Bedeutung seiner Familie und seines Standes unterstreicht. Sein Bruder Fabian I. von Zehmen (Woiwode von Pommerellen und Marienburg) und seinen Kindern Christoph, Achaz II (Woiwode von Pommerellen) sowie Fabian II wurden 1576 vom deutschen Kaiser der Reichsfreiherrenstand verliehen. Seine Tochter Catharina vermählte sich mit Peter Burggraf zu Dohna, der Stammmutter aller preußischen Dohnas.